# Lệnh công tác
Một lệnh sản xuất thường là một nhiệm vụ hoặc công việc cho một khách hàng, có thể được lên lịch hoặc giao cho ai đó . Một đơn đặt hàng như vậy có thể là từ một yêu cầu của khách hàng hoặc được tạo ra trong nội bộ tổ chức. lệnh sản xuất cũng có thể được tạo ra để theo dõi Kiểm tra hoặc Kiểm toán. Một đơn đặt hàng làm việc có thể cho các sản phẩm hoặc dịch vụ.
Một lệnh sản xuất có thể bao gồm một hoặc nhiều điều sau đây:
- Hướng dẫn
- Những ước tính về chi phí
- Các hình thức
- Ngày và thời gian để thực hiện lệnh công việc
- Thông tin về vị trí và thực thể để thực hiện lệnh công việc và
- Người được giao nhiệm vụ

Trong môi trường sản xuất, một lệnh sản xuất được chuyển đổi từ một đơn đặt hàng để cho thấy rằng công việc sắp bắt đầu sản xuất, xây dựng hoặc kỹ thuật của các sản phẩm theo yêu cầu của khách hàng. Trong môi trường dịch vụ, một lệnh sản xuất có thể tương đương với một đơn đặt hàng dịch vụ trong đó WO ghi lại địa điểm, ngày và giờ dịch vụ được thực hiện và tính chất công việc được thực hiện. Loại nhân sự (ví dụ như vị trí công việc) cũng có thể được liệt kê trên WO. Tỷ lệ (ví dụ $ / giờ, $ / tuần) và tổng số giờ làm việc và tổng giá trị cũng được hiển thị trên lệnh sản xuất.
Một đơn đặt hàng làm việc có thể là một yêu cầu bảo trì hoặc sửa chữa từ sinh viên, giảng viên hoặc nhân viên trong một trường đại học.
Các đơn đặt hàng nhận được từ bên ngoài một tổ chức thường được gửi đi (xem xét và lên lịch) trước khi được thực thi. Đơn đặt hàng làm việc có thể là để bảo trì phòng ngừa 
Các nhà thầu có thể sử dụng một lệnh sản xuất và mẫu hóa đơn có chứa thông tin khách hàng, mô tả công việc được thực hiện, liệt kê chi phí cho vật liệu và lao động, và có thể được trao cho khách hàng dưới dạng hóa đơn.
Một lệnh sản xuất là một tài liệu nội bộ được sử dụng rộng rãi bởi các doanh nghiệp dựa trên dự án, sản xuất, xây dựng và chế tạo. Một lệnh sản xuất có thể cho các sản phẩm và/hoặc dịch vụ. Trong môi trường sản xuất, một lệnh công việc được sử dụng để báo hiệu sự bắt đầu của quá trình sản xuất và rất có thể sẽ được liên kết với một hóa đơn nguyên vật liệu. Do đó, thứ tự công việc có thể sẽ nêu:
1. số lượng sản phẩm được sản xuất, xây dựng hoặc chế tạo
2. số lượng nguyên liệu được sử dụng, giá cả và số lượng của nó
3. các loại lao động cần thiết, tỷ lệ (mỗi giờ hoặc mỗi đơn vị) và số lượng
4. việc sử dụng máy cho mỗi máy trong quá trình định tuyến, tốc độ và số lượng của nó

Trong môi trường dịch vụ, lệnh công việc không thể tương đương với lệnh công việc hoặc dịch vụ trong đó lệnh công việc ghi lại địa điểm, ngày giờ dịch vụ được thực hiện và bản chất của dịch vụ được thực hiện, lệnh công việc không được thực hiện. Loại nhân sự (ví dụ như vị trí công việc) cũng có thể được liệt kê trên lệnh sản xuất. Tỷ lệ (ví dụ $ / giờ, $ / tuần) và tổng số giờ làm việc và tổng giá trị cũng được hiển thị.